# Papa Poule
Pour les articles homonymes, voir Papa poule.
Papa Poule ou Les Aventures de Papa Poule est une série télévisée française en douze épisodes de 55 minutes, créée par Roger Kahane et diffusée entre le 17 octobre 1980 et le 15 octobre 1982 sur Antenne 2.
À l'époque, cette série est très populaire, avec un nombre de téléspectateurs très important, du début à la fin de la diffusion.

## Synopsis
À la quarantaine, Bernard Chalette (Sady Rebbot), dessinateur dans la publicité, se retrouve seul à élever ses quatre enfants issus de deux mariages différents…

## Distribution
- Sady Rebbot : Bernard Chalette, le « Papa Poule »
- Suzanne Legrand : Eva (saison 1)
- Amandine Rajau : Eva (saison 2)
- Raphaëlle Schacher : Claire
- Geoffroy Ville : Paul
- Corinne Hugnin : Julienne
- Eva Renzi : Jenny
- Juliette Mills : Charlotte
- Madeleine Barbulée : la grand-mère
- Jacques Rispal : le propriétaire du danois
- Jean-Pierre Rambal : Charles
- Sylvie Granotier : Joëlle

## Production

### Tournage
Le tournage a lieu dans la maison de la famille, située au 84 rue Carnot à Montreuil. Démolie depuis, la parcelle est devenue le square Papa poule, inauguré en 2005 par la mairie en compagnie de Roger Kahane, réalisateur de la série.

### Fiche technique
Sauf indication contraire, les informations mentionnées dans cette section peuvent être confirmées par la base de données cinématographiques IMDb,  présente dans la section « Liens externes ».
- Titre original : Papa Poule
- Création et réalisation : Roger Kahane
- Scénario : Daniel Goldenberg
- Musique : Didier Vasseur
- Décors : Gérard Dubois
- Photographie : Philippe Bataillon
- Société de production : Société Française de Production
- Société de distribution : Antenne 2
- Pays d’origine :  France
- Langue originale : français
- Format : couleur
- Genre : comédie
- Durée : 55 minutes
- Date de première diffusion : France : 17 octobre 1980 sur Antenne 2

## Épisodes

### Première saison (1980)
1. Comment on devient Papa Poule[2]
2. Une sacrée journée du Papa Poule
3. De la difficulté d'être Papa Poule
4. La Fiancée du Papa Poule
5. Ça fait une belle jambe au Papa Poule
6. La BD du Papa Poule

### Deuxième saison (1982)
1. Les Vacances de Papa Poule et Compagnie
2. Papa Poule et Sherlock Holmes
3. Les Femmes de Papa Poule
4. Le Séminaire de Papa Poule
5. Papa Poule moins un
6. La Dernière Fiancée de Papa Poule